# Nowy cmentarz żydowski w Brodach
Nowy cmentarz żydowski w Brodach – znajduje się w północnej części miasta, na dawnym przedmieściu Małe Folwarki, przy ulicy Podleśnej.
Jeden z największych cmentarzy żydowskich na Ukrainie, zajmujący około 10 hektarów. Badania wykazały, że na cmentarzu znajduje się ponad 8000 pochówków, z czego 5477 to nienaruszone stele.
W 1831 roku, w związku z rozprzestrzenianiem się w regionie epidemii cholery, władze austriackie zmusiły miejscowych Żydów do budowy nowego cmentarza, w znacznej odległości od miasta. W związku z tym Żydzi kupili działkę dwa kilometry na północ od centralnej części Brodów, która wówczas należała do podmiejskiej wsi Małe Folwark. Nowy cmentarz żydowski funkcjonował ponad 110 lat, aż do Holokaustu.
Nowy cmentarz żydowski w Brodach ma kształt nieco nieregularnego prostokąta, który od zachodu i północy wcina się w las. Wielkość cmentarza to ok. 500 m ze wschodu na zachód i 150 m z południa na północ. Cmentarz nie był jednak w pełni wykorzystany, powierzchnia obiektu wynosi około 8 ha, a tereny z regularnymi pochówkami to nieco ponad 6 ha, czyli ponad 75% ogólnej powierzchni.
Teren cmentarza można podzielić na 4 główne części. Największa z nich, najważniejsza, liczy 125 rzędów ponumerowanych ze wschodu na zachód, z których każdy ciągnie się z południa na północ z niewielkim odchyleniem na północny wschód. Między tymi rzędami jest 35 dodatkowych rzędów. Druga część przylega do głównej części od południowego wschodu i znajduje się bezpośrednio na początku cmentarza. Ma 16 nienumerowanych rzędów, a jej głównym obiektem jest ohel – nadbudowa nad pochówkami chasydzkiego cadyka Chaima Dawida syn Józefa Monzona i Gitli córki Izraela z Różyna, zm. 26 adar 5691 r. (15.03.1931) i jego żony Ejdyl, córki Beniamina Zewa. Trzecia część to zespół zachowanych nagrobków – macew (około 46), umieszczonych na naturalnym wzniesieniu w północno-wschodnim narożniku cmentarza. Czwarty to zachodnie obrzeża cmentarza bez regularnych pochówków.
Łączna liczba obiektów zachowanych na cmentarzu: ocalałych macew, ich fragmentów i samych śladów pochówków sięga ok. 9700. Spośród nich tylko 5900 macew można uznać za ocalałe, kilkaset  leżą po prostu na ziemi. W związku z tym liczba fragmentów i samych śladów pochówków wynosi około 3800. Nie ulega jednak wątpliwości, że podana liczba zarejestrowanych obiektów nie wskazuje na całkowitą liczbę pochówków dokonanych na cmentarzu. Oczywiste jest, że pewna część nagrobków po prostu zniknęła bez śladu. Prawdopodobnie na terenie cmentarza mogło zostać pochowanych około 12 tysięcy osób. Jeśli dodamy tutaj liczbę osób rozstrzelanych (znane są cztery masowe groby) lub po prostu pochowanych na cmentarzu w latach 1941–1943, liczba ta może wzrosnąć o kilka tysięcy.
Macewy z Brodów wyróżniają się masywnością oraz wysokością wynoszącą z reguły 2 metry albo więcej.
Zarządzeniem Ministerstwa Kultury Ukrainy z dnia 28.11.2013 cmentarz został wpisany do rejestru zabytków pod numerem 2960-Лв.

## Przypisy

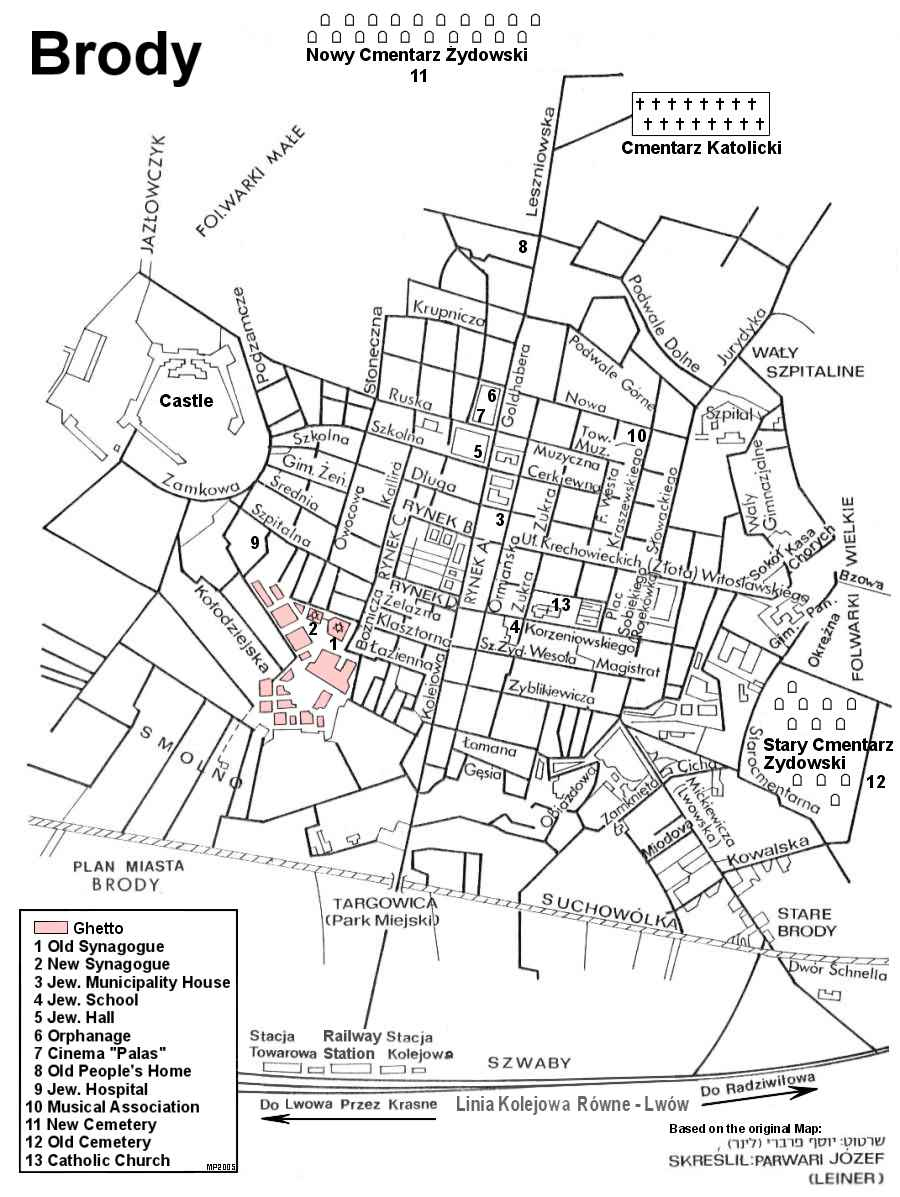
mapa
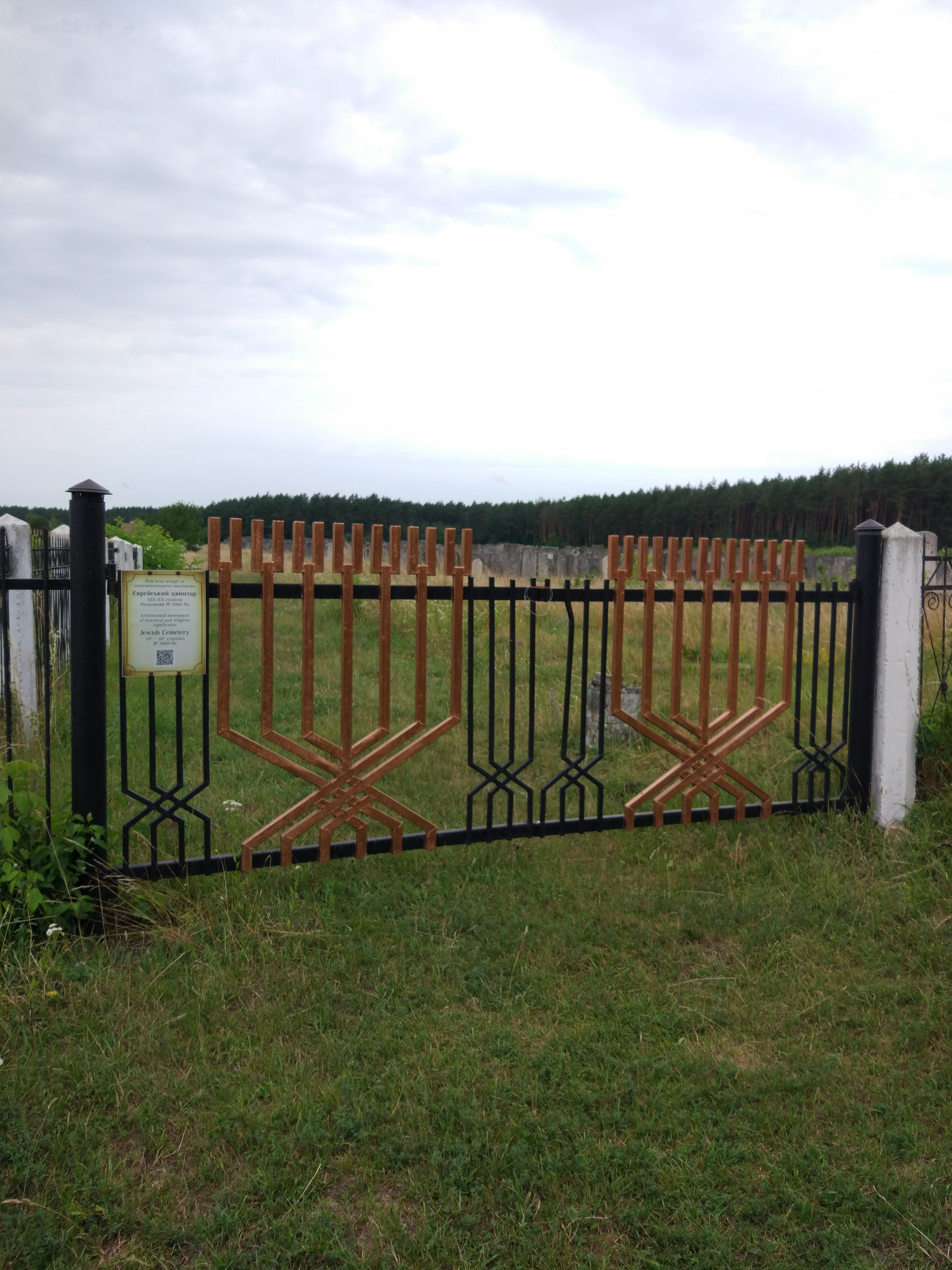
Brama wejściowa
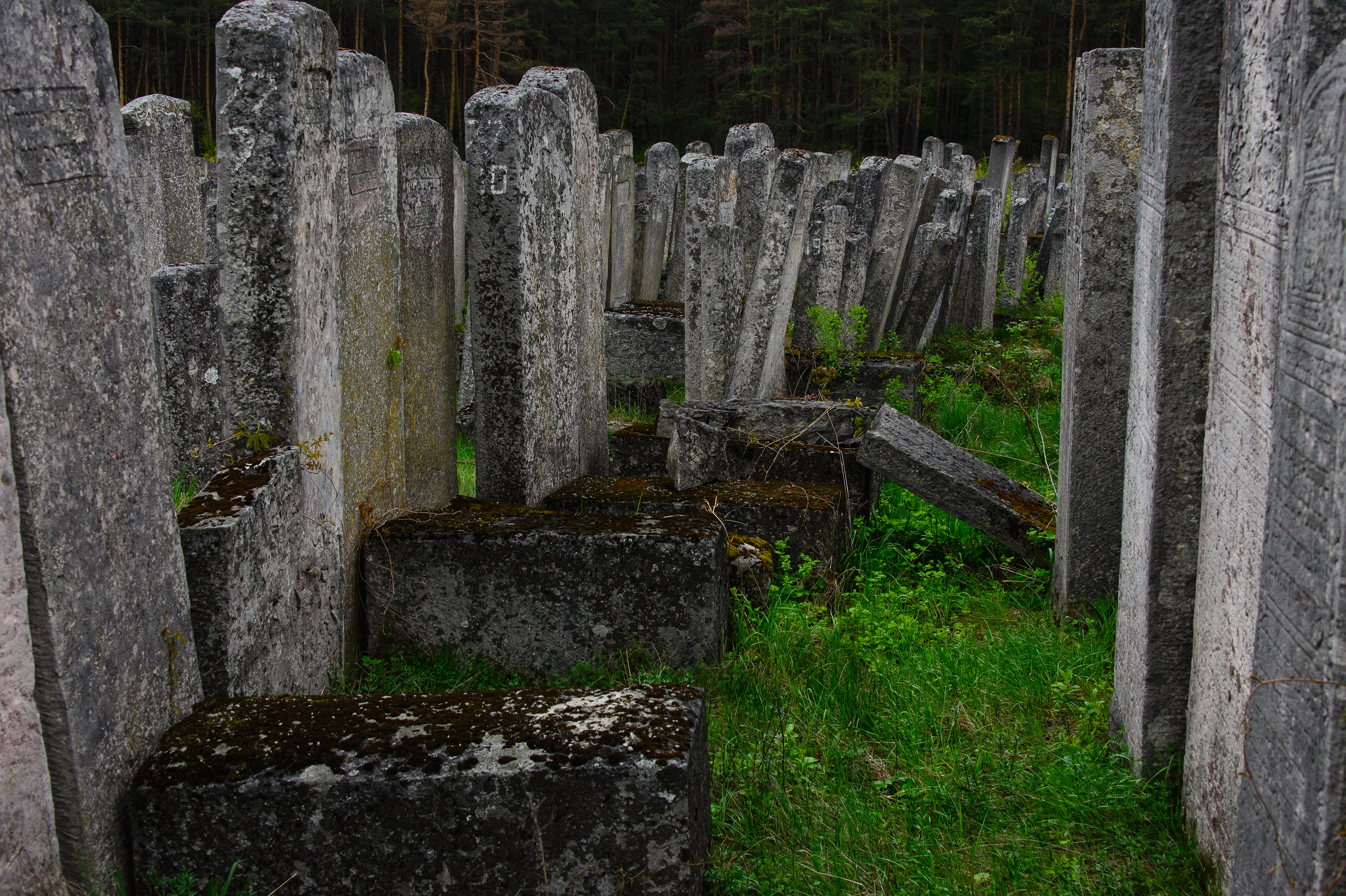
cmentarz w Brodach
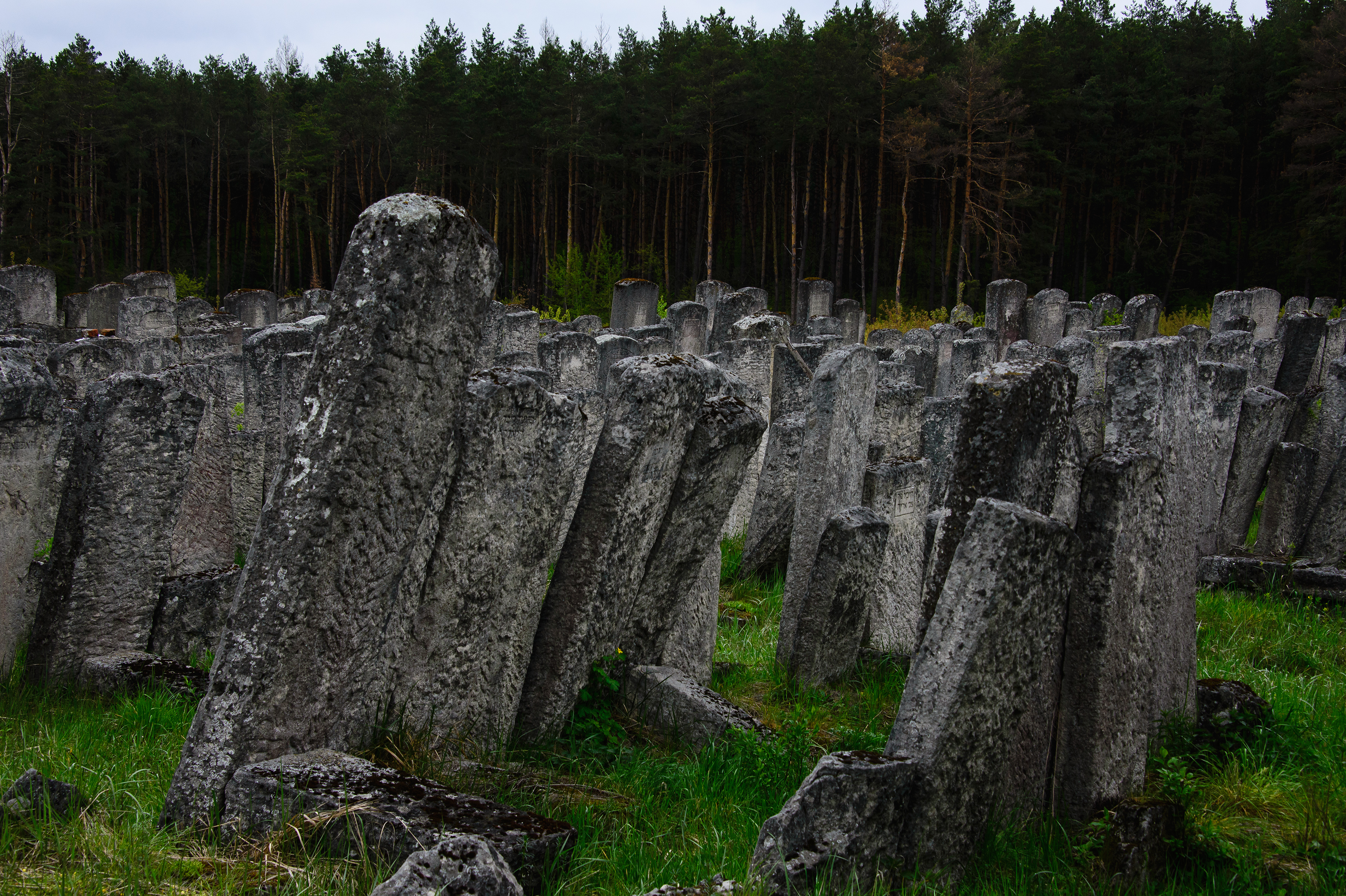
cmentarz w Brodach
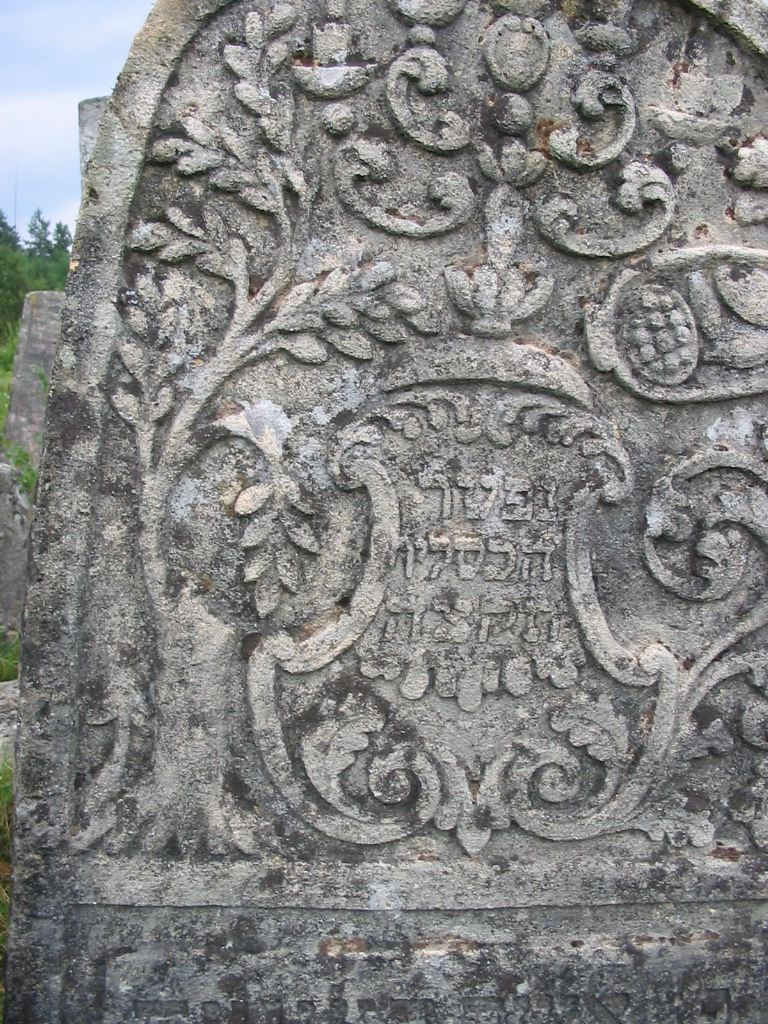
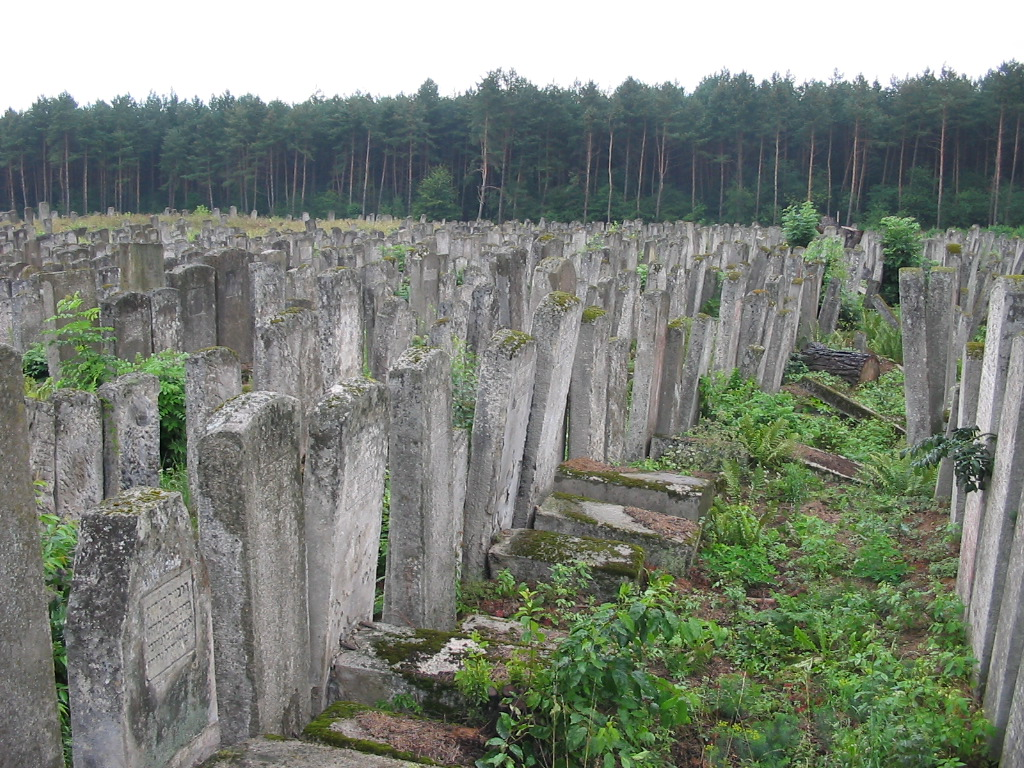
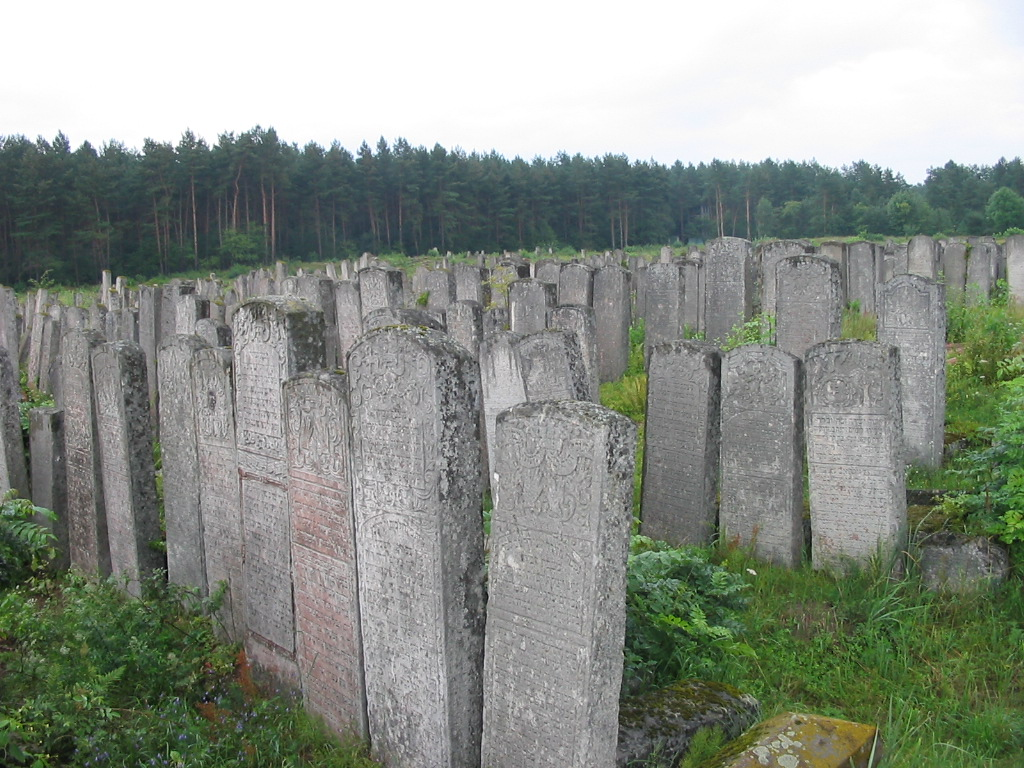
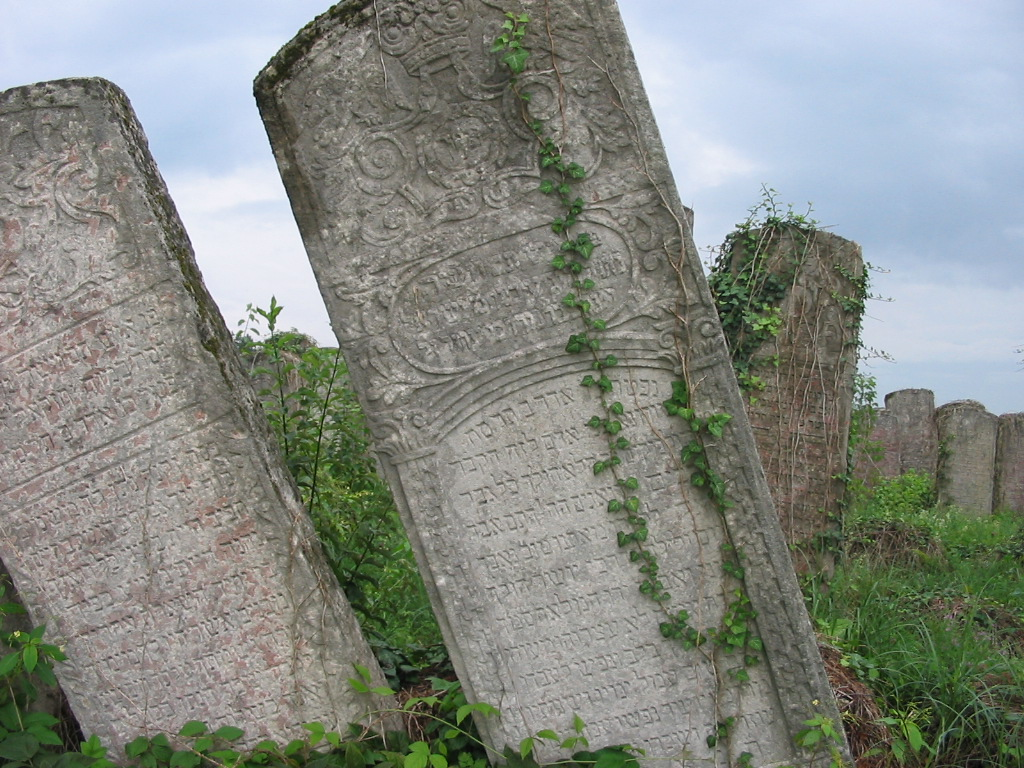
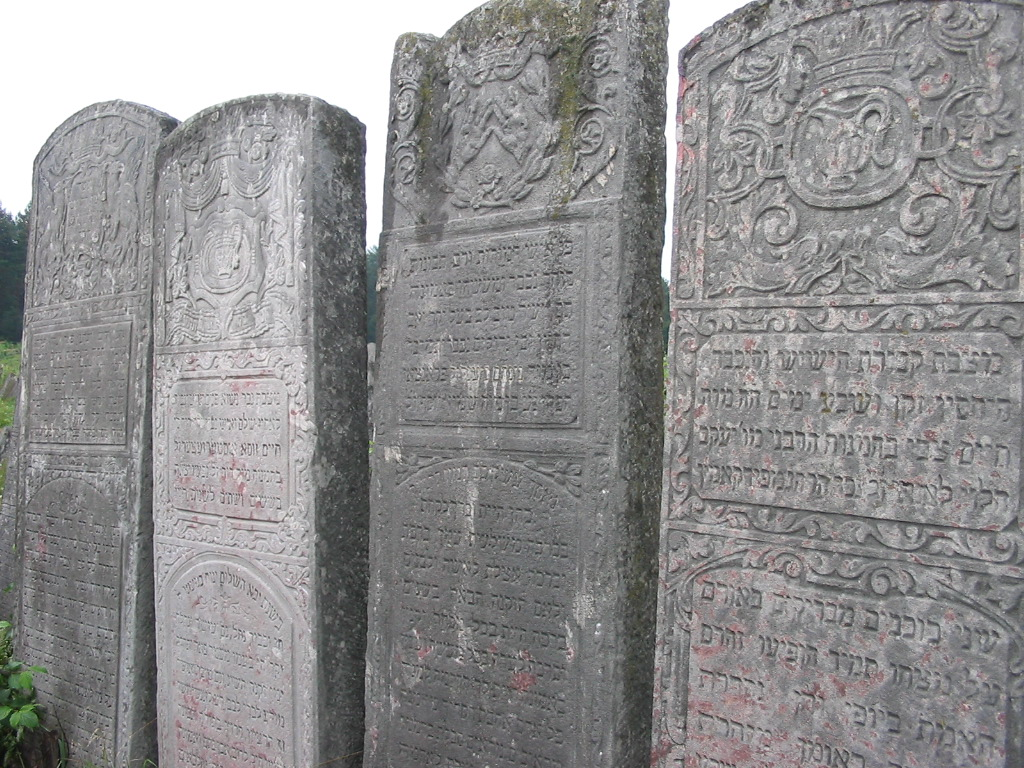
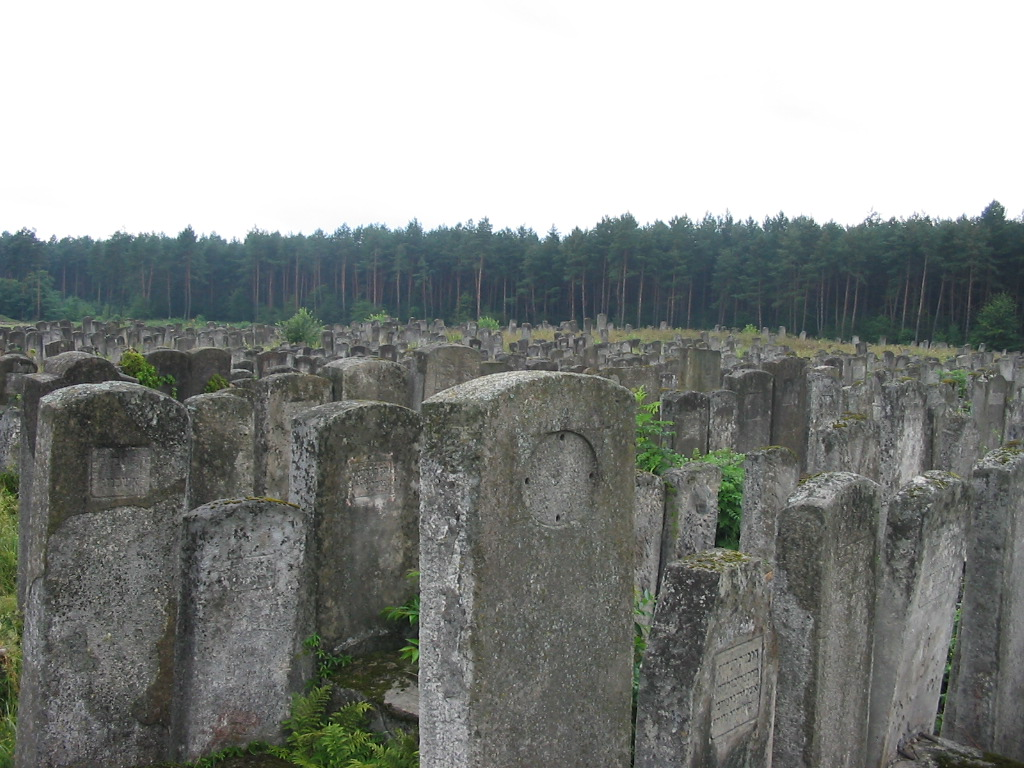
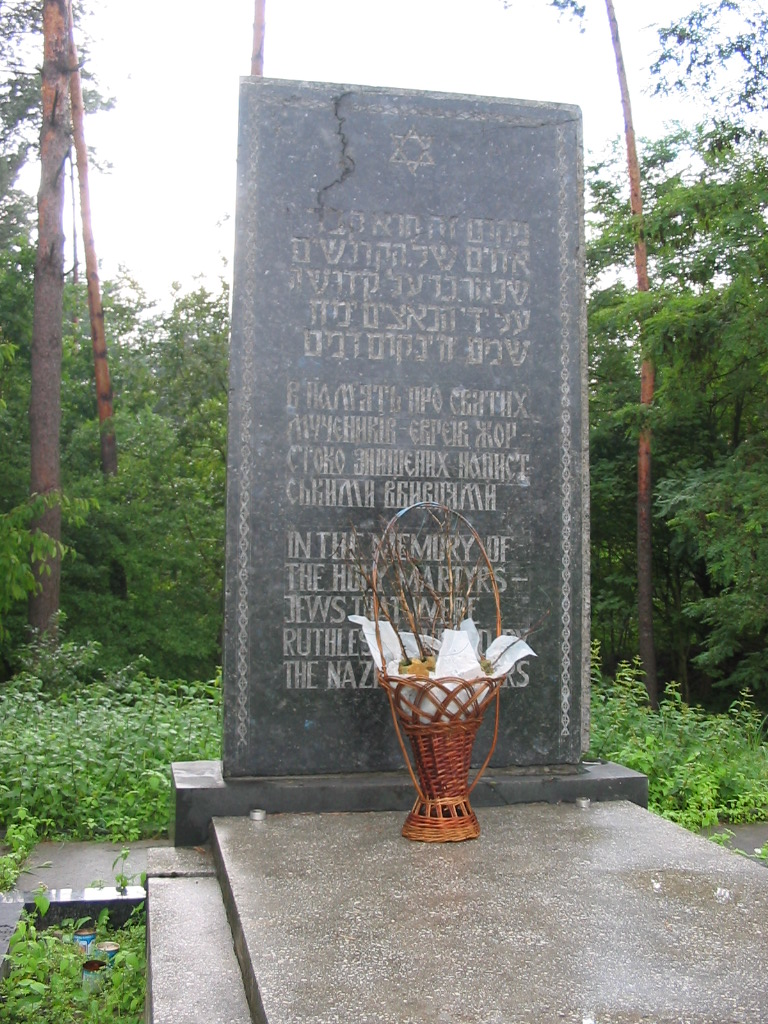
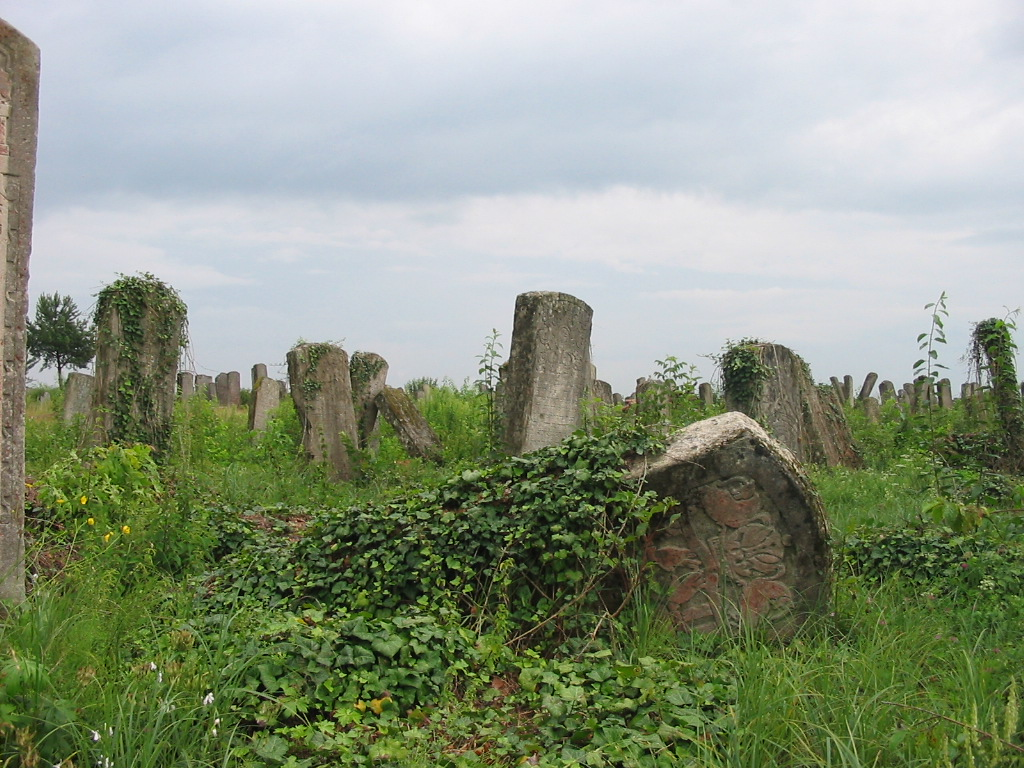
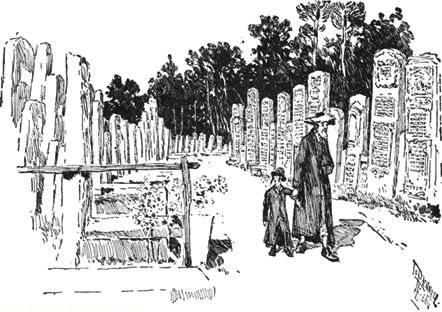